# Gran Premio motociclistico del Pacifico 2003
Il Gran Premio motociclistico del Pacifico 2003 corso il 5 ottobre, è stato il tredicesimo Gran Premio della stagione 2003 e ha visto vincere nella MotoGP la Honda di Max Biaggi, nella classe 250 la Aprilia di Toni Elías e nella classe 125 la Aprilia di Héctor Barberá.
Si tratta dell'ultima edizione di questo Gran Premio istituito la prima volta nel 2000.
Al termine della gara della MotoGP il pilota giapponese Makoto Tamada, che aveva tagliato il traguardo in terza posizione, è stato squalificato per condotta scorretta; altro provvedimento disciplinare per il pilota John Hopkins che dovrà però scontare la squalifica nel gran premio successivo.

## MotoGP

### Arrivati al traguardo
| Pos. | Nº | Pilota           | Squadra                   | Motocicletta           | Giri | Tempo     | Griglia | Punti |
| ---- | -- | ---------------- | ------------------------- | ---------------------- | ---- | --------- | ------- | ----- |
| 1º   | 3  | Max Biaggi       | Camel Pramac Pons         | Honda RC211V           | 24   | 43:57.590 | 1       | 25    |
| 2º   | 46 | Valentino Rossi  | Repsol Honda              | Honda RC211V           | 24   | +3.754    | 3       | 20    |
| 3º   | 69 | Nicky Hayden     | Repsol Honda              | Honda RC211V           | 24   | +5.641    | 5       | 16    |
| 4º   | 15 | Sete Gibernau    | Telefónica Movistar Honda | Honda RC211V           | 24   | +19.456   | 4       | 13    |
| 5º   | 33 | Marco Melandri   | Fortuna Yamaha            | Yamaha YZR-M1          | 24   | +19.909   | 9       | 11    |
| 6º   | 4  | Alex Barros      | Gauloises Yamaha          | Yamaha YZR-M1          | 24   | +20.938   | 8       | 10    |
| 7º   | 11 | Tōru Ukawa       | Camel Pramac Pons         | Honda RC211V           | 24   | +22.307   | 11      | 9     |
| 8º   | 65 | Loris Capirossi  | Ducati Marlboro           | Ducati Desmosedici     | 24   | +27.887   | 6       | 8     |
| 9º   | 56 | Shin'ya Nakano   | d'Antín Yamaha            | Yamaha YZR-M1          | 24   | +41.731   | 12      | 7     |
| 10º  | 43 | Akira Ryō        | Team Suzuki               | Suzuki GSV-R           | 24   | +50.106   | 14      | 6     |
| 11º  | 23 | Ryūichi Kiyonari | Telefónica Movistar Honda | Honda RC211V           | 24   | +53.214   | 20      | 5     |
| 12º  | 41 | Noriyuki Haga    | Alice Aprilia Racing      | Aprilia RS Cube        | 24   | +53.589   | 25      | 4     |
| 13º  | 19 | Olivier Jacque   | Gauloises Yamaha          | Yamaha YZR-M1          | 24   | +1:05.620 | 15      | 3     |
| 14º  | 9  | Nobuatsu Aoki    | Proton Team KR            | Proton KR5             | 24   | +1:07.535 | 18      | 2     |
| 15º  | 10 | Kenny Roberts Jr | Suzuki Grand Prix         | Suzuki GSV-R           | 24   | +1:09.055 | 19      | 1     |
| 16º  | 88 | Andrew Pitt      | Kawasaki Racing           | Kawasaki ZX-RR         | 24   | +1:11.533 | 22      |       |
| 17º  | 45 | Colin Edwards    | Alice Aprilia Racing      | Aprilia RS Cube        | 24   | +1:27.583 | 13      |       |
| 18º  | 25 | Tamaki Serizawa  | Moriwaki Racing           | Moriwaki MD211VF Proto | 24   | +1:33.001 | 23      |       |
| 19º  | 52 | David de Gea     | WCM                       | Harris WCM             | 23   | +1 giro   | 24      |       |

### Ritirati
| Nº | Pilota            | Squadra           | Motocicletta       | Giri | Griglia |
| -- | ----------------- | ----------------- | ------------------ | ---- | ------- |
| 8  | Garry McCoy       | Kawasaki Racing   | Kawasaki ZX-RR     | 10   | 21      |
| 99 | Jeremy McWilliams | Proton Team KR    | Proton KR5         | 2    | 17      |
| 35 | Chris Burns       | WCM               | Harris WCM         | 1    | 26      |
| 12 | Troy Bayliss      | Ducati Marlboro   | Ducati Desmosedici | 0    | 10      |
| 21 | John Hopkins      | Suzuki Grand Prix | Suzuki GSV-R       | 0    | 16      |
| 7  | Carlos Checa      | Fortuna Yamaha    | Yamaha YZR-M1      | 0    | 7       |

### Squalificato
| Nº | Pilota        | Squadra      | Motocicletta | Griglia |
| -- | ------------- | ------------ | ------------ | ------- |
| 6  | Makoto Tamada | Pramac Honda | Honda RC211V | 2       |

## Classe 250

### Arrivati al traguardo
| Pos. | Nº | Pilota                | Squadra                     | Motocicletta | Giri | Tempo     | Griglia | Punti |
| ---- | -- | --------------------- | --------------------------- | ------------ | ---- | --------- | ------- | ----- |
| 1º   | 24 | Toni Elías            | Repsol Telefonica Movistar  | Aprilia      | 23   | 43:57.125 | 1       | 25    |
| 2º   | 3  | Roberto Rolfo         | Fortuna Honda               | Honda        | 23   | +1.483    | 11      | 20    |
| 3º   | 54 | Manuel Poggiali       | MS Aprilia                  | Aprilia      | 23   | +2.159    | 7       | 16    |
| 4º   | 55 | Yūki Takahashi        | Dy Do Miu Racing            | Honda        | 23   | +6.018    | 10      | 13    |
| 5º   | 92 | Hiroshi Aoyama        | Harc-Pro                    | Honda        | 23   | +6.163    | 6       | 11    |
| 6º   | 7  | Randy de Puniet       | Safilo Oxydo-LCR            | Aprilia      | 23   | +20.407   | 3       | 10    |
| 7º   | 8  | Naoki Matsudo         | Yamaha Kurz                 | Yamaha       | 23   | +25.938   | 8       | 9     |
| 8º   | 10 | Fonsi Nieto           | Repsol Telefonica Movistar  | Aprilia      | 23   | +28.417   | 15      | 8     |
| 9º   | 6  | Alex Debón            | Troll Honda BQR             | Honda        | 23   | +39.804   | 13      | 7     |
| 10º  | 70 | Chōjun Kameya         | Burning Blood RT            | Honda        | 23   | +39.919   | 14      | 6     |
| 11º  | 57 | Chaz Davies           | Aprilia Germany             | Aprilia      | 23   | +49.703   | 12      | 5     |
| 12º  | 15 | Christian Gemmel      | Kiefer Castrol-Honda Racing | Honda        | 23   | +55.921   | 18      | 4     |
| 13º  | 26 | Alex Baldolini        | Matteoni Racing             | Aprilia      | 23   | +1:01.015 | 22      | 3     |
| 14º  | 28 | Dirk Heidolf          | Aprilia Germany             | Aprilia      | 23   | +1:03.387 | 24      | 2     |
| 15º  | 69 | Masaki Tokudome       | J Racing                    | Yamaha       | 23   | +1:03.530 | 20      | 1     |
| 16º  | 9  | Hugo Marchand         | Equipe de France - Scrab GP | Aprilia      | 23   | +1:04.299 | 19      |       |
| 17º  | 36 | Erwan Nigon           | Equipe de France - Scrab GP | Aprilia      | 23   | +1:04.621 | 16      |       |
| 18º  | 96 | Jakub Smrž            | Dark Dog Molenaar           | Honda        | 23   | +1:21.680 | 26      |       |
| 19º  | 11 | Joan Olivé            | Aspar Junior                | Aprilia      | 23   | +1:44.192 | 28      |       |
| 20º  | 18 | Henk van den Lagemaat | Dark Dog Molenaar           | Honda        | 22   | +1 giro   | 30      |       |

### Ritirati
| Nº | Pilota           | Squadra                 | Motocicletta | Giri | Griglia |
| -- | ---------------- | ----------------------- | ------------ | ---- | ------- |
| 5  | Sebastián Porto  | Telefonica Movistar jnr | Honda        | 18   | 4       |
| 67 | Tomoyoshi Koyama | Sp Tadao Racing         | Yamaha       | 11   | 9       |
| 50 | Sylvain Guintoli | Campetella Racing       | Aprilia      | 9    | 5       |
| 13 | Jaroslav Huleš   | Elit Grand Prix         | Honda        | 9    | 29      |
| 14 | Anthony West     | Zoppini Abruzzo         | Aprilia      | 8    | 23      |
| 34 | Eric Bataille    | Troll Honda BQR         | Honda        | 6    | 21      |
| 33 | Héctor Faubel    | Aspar Junior            | Aprilia      | 5    | 17      |
| 16 | Johan Stigefelt  | Zoppini Abruzzo         | Aprilia      | 3    | 27      |
| 21 | Franco Battaini  | Campetella Racing       | Aprilia      | 2    | 2       |
| 52 | Lukáš Pešek      | Yamaha Kurz             | Yamaha       | 1    | 25      |

## Classe 125

### Arrivati al traguardo
| Pos. | Nº | Pilota           | Squadra                   | Motocicletta | Giri | Tempo     | Griglia | Punti |
| ---- | -- | ---------------- | ------------------------- | ------------ | ---- | --------- | ------- | ----- |
| 1º   | 80 | Héctor Barberá   | Master-MXOnda-Aspar       | Aprilia      | 21   | 41:54.483 | 4       | 25    |
| 2º   | 27 | Casey Stoner     | Safilo Oxydo-LCR          | Aprilia      | 21   | +0.164    | 10      | 20    |
| 3º   | 34 | Andrea Dovizioso | Team Scot                 | Honda        | 21   | +0.304    | 5       | 16    |
| 4º   | 7  | Stefano Perugini | Abruzzo Racing            | Aprilia      | 21   | +2.731    | 2       | 13    |
| 5º   | 17 | Steve Jenkner    | Exalt Cycle Red Devil     | Aprilia      | 21   | +2.970    | 16      | 11    |
| 6º   | 3  | Daniel Pedrosa   | Telefonica Movistar jnr   | Honda        | 21   | +3.215    | 1       | 10    |
| 7º   | 36 | Mika Kallio      | KTM-Red Bull              | KTM          | 21   | +3.264    | 13      | 9     |
| 8º   | 22 | Pablo Nieto      | Master-MXOnda-Aspar       | Aprilia      | 21   | +9.200    | 6       | 8     |
| 9º   | 15 | Alex De Angelis  | Globet.com Racing         | Aprilia      | 21   | +13.016   | 8       | 7     |
| 10º  | 12 | Thomas Lüthi     | Elit Grand Prix           | Honda        | 21   | +13.195   | 15      | 6     |
| 11º  | 6  | Mirko Giansanti  | Matteoni Racing           | Aprilia      | 21   | +13.353   | 19      | 5     |
| 12º  | 19 | Álvaro Bautista  | Seedorf Racing            | Aprilia      | 21   | +19.848   | 18      | 4     |
| 13º  | 8  | Masao Azuma      | Ajo Motorsports           | Honda        | 21   | +20.107   | 21      | 3     |
| 14º  | 79 | Gábor Talmácsi   | Exalt Cycle Red Devil     | Aprilia      | 21   | +20.616   | 12      | 2     |
| 15º  | 24 | Simone Corsi     | Team Scot                 | Honda        | 21   | +23.402   | 17      | 1     |
| 16º  | 33 | Stefano Bianco   | Metis Gilera Racing       | Gilera       | 21   | +24.840   | 9       |       |
| 17º  | 41 | Yōichi Ui        | Freesoul Racing           | Gilera       | 21   | +30.548   | 24      |       |
| 18º  | 32 | Fabrizio Lai     | Semprucci Angaia Malaguti | Malaguti     | 21   | +47.008   | 23      |       |
| 19º  | 1  | Arnaud Vincent   | Sterilgarda Racing        | Aprilia      | 21   | +52.431   | 22      |       |
| 20º  | 50 | Andrea Ballerini | Ajo Motorsports           | Honda        | 21   | +52.675   | 30      |       |
| 21º  | 66 | Shūhei Aoyama    | Harc-Pro                  | Honda        | 21   | +57.467   | 29      |       |
| 22º  | 88 | Robbin Harms     | Seedorf Racing            | Aprilia      | 21   | +1:11.694 | 33      |       |
| 23º  | 59 | Hiroaki Kuzuhara | Honda Hamamatsu Escargot  | Honda        | 21   | +1:11.770 | 36      |       |
| 24º  | 31 | Julián Simón     | Semprucci Angaia Malaguti | Malaguti     | 21   | +1:13.195 | 25      |       |
| 25º  | 94 | Sadahito Suma    | Team Life                 | Honda        | 21   | +1:16.576 | 31      |       |
| 26º  | 25 | Imre Tóth        | Team Hungary              | Honda        | 21   | +1:28.964 | 32      |       |

### Ritirati
| Nº | Pilota             | Squadra                   | Motocicletta | Giri | Griglia |
| -- | ------------------ | ------------------------- | ------------ | ---- | ------- |
| 10 | Roberto Locatelli  | KTM-Red Bull              | KTM          | 20   | 20      |
| 48 | Jorge Lorenzo      | Caja Madrid Derbi Racing  | Derbi        | 19   | 3       |
| 23 | Gino Borsoi        | Globet.com Racing         | Aprilia      | 14   | 11      |
| 58 | Marco Simoncelli   | Matteoni Racing           | Aprilia      | 14   | 14      |
| 95 | Yūki Hatano        | JHA Racing                | Honda        | 12   | 37      |
| 63 | Mike Di Meglio     | Metasystem Racing Service | Honda        | 7    | 26      |
| 4  | Lucio Cecchinello  | Safilo Oxydo-LCR          | Aprilia      | 5    | 7       |
| 28 | Michele Danese     | Metasystem Racing Service | Honda        | 5    | 38      |
| 65 | Toshihisa Kuzuhara | Honda Kumamoto Racing     | Honda        | 4    | 27      |
| 11 | Max Sabbatani      | Abruzzo Racing            | Aprilia      | 4    | 35      |
| 26 | Emilio Alzamora    | Caja Madrid Derbi Racing  | Derbi        | 3    | 28      |
| 42 | Gioele Pellino     | Sterilgarda Racing        | Aprilia      | 3    | 34      |